# محافظة سوهاج
محافظة سوهاج هي إحدى المحافظات الأربع المكونات لإقليم جنوب صعيد مصر بجانب كل من محافظات أسوان والبحر الأحمر وقنا، ومحافظة الأقصر. وتقع عاصمة المحافظة (سوهاج) في منتصف المسافة تقريباً بين القاهرة وأسوان (467 كم عن القاهرة و 412 كم عن أسوان). تتكون المحافظة من 12 مركزًا، تضم 12 مدينة، 3 أحياء، و 51 قرية رئيسية، 270 قرية تابعة، بالإضافة إلى 1445 من العزب والنجوع ولا يوجد بها كفور لأن الكفور توجد بمحافظات الوجه البحري أمّا في الوجه القبلي فتسمى نجوعاً.
مدينة سوهاج هي العاصمة الإدارية والثقافية والاقتصادية للمحافظة كما توجد بها جامعة سوهاج.
. ومدينة جرجا مركزها التجاري وثاني تجمع سكاني.
وعرفت مدينة جهينة محطة تاريخية في التاريخ المصري حيث تصدى أهلها للحملة الفرنسية، وساند عمدتها عبد الله بهادر أحمد عرابي وثورته ومقاومته للإنجليز. ومن المدن الحديثة بالمحافظة مدينة العسيرات والتي تم إصدار قرار من وزارة الحكم المحلي بتحويلها إلى مدينة ومن أعلامها الشيخ عبد الحميد الرملي والشاعر الدكتور عصمت رضوان. ومدينة طهطا بلد رفاعة الطهطاوي رائد التعليم. وبمدينة البلينا يوجد معبد أبيدوس. ومدينة أخميم يوجد بها تمثال الملكة ميرت آمون ابنة رمسيس الثاني. ومدينة طما ينتمي إليها شيخ الأزهر محمد سيد طنطاوي. ومدينة المنشاة ولد بها الشيخ صديق المنشاوي وإبناه محمد صديق المنشاوي ومحمود صديق المنشاوي. وقرية شطورة ولد بها الإمام علي عبد المنعم عبد الحميد. ونجله الناقد والفنان التشكيلي والخبير التربوي أ. د أحمد رأفت الذي قام بتصميم شعار المحافظة.
مساحتها الكلية 11022 كم2 وتمتد بطول 125 كم وبعرض من 25-16 كيلو متر، وتبلغ المساحة المأهولة نحو 1593.92 كيلو مترًا مربعاً، بنسبة تبلغ حوالي 14.5% من إجمالي مساحة المحافظة.
تتميز محافظة سوهاج، كباقي محافظات الصعيد، بالمناخ الصحراوي الجاف حيث ترتفع درجة الحرارة في الصيف (نهارًا) وتعتدل شتاءً (ليلا).
من أهم المحاصيل الزراعية التي تزرع فيها قصب السكر حيث تحتل المركز الثاني بعد محافظة قنا.

## شعار المحافظة
يحمل شكل الملك مينا موحد القطرين مرتدياً تاج الوجه البحري باللون الأحمر، وتاج الوجه القبلي باللون الأبيض، بالإضافة إلى قلادة ملكية بها 11 قطعة زخرفية تمثل عدد مراكز المحافظة. يوم الإثنين 09 نوفمبر 2020 تم تطوير الهوية البصرية لمحافظة سوهاج يهدف إلى إظهار سوهاج بشكل جديد، يجمع بين عراقة الماضي وأصالة الحاضر امتداداً للجذور العريقة من الحضارة الفرعونية وهوية سوهاج العربية والمصرية. وقام بتصميمه الناقد والفنان التشكيلي والخبير التربوي أ.د أحمد رأفت علي عبد المنعم.

## المساحة
تبلغ المساحة الكلية للمحافظة 11022 كم2 بما يعادل 2.07 % من مساحة الجمهورية، كما تبلغ المساحة المأهولة 1732.05 كم2. وتمتد المحافظة بطول 125 كم على مجرى النيل وبعرض يتراوح بين 16 و 25 كم، بالإضافة إلى ظهير صحراوي يمتد حوالي 90 كم شرقا، وتبلغ المساحة المأهولة بالسكان 1540 كم2 (أي 15% من مساحة المحافظة) وطبقا للمخطط المقترح لإعادة ترسيم الحدود بين المحافظات فسيتم إضافة حوالي 100 كم إلى الغرب ناحية الوادي الجديد وحوالي 120 كم ناحية البحر الأحمر، لتصبح مساحة المحافظة 28872 كم2 بزيادة 162 % عن المساحة الحالية. كما يتيح المقترح توافر منفذ بحري للمحافظة على ساحل البحر الاحمر يمتد بطول حوالي 70 كم (من شمال الجونة حتى جبل الزيت).

## تاريخ المحافظة

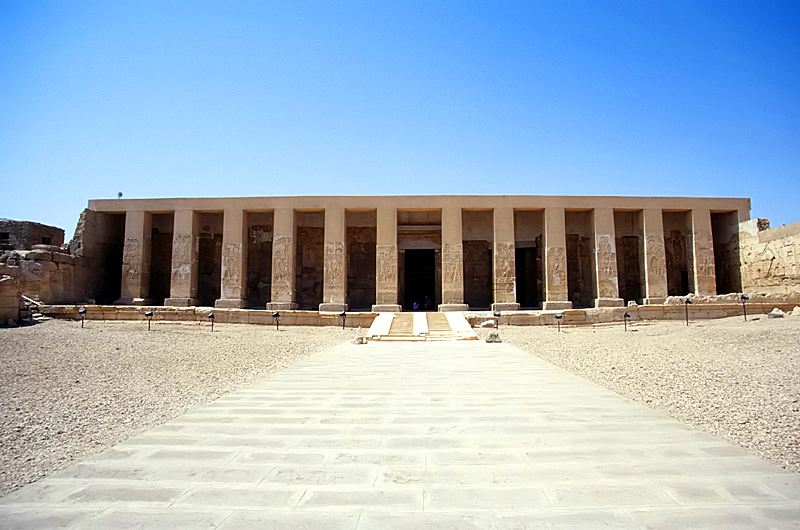
إحدى معابد مدينة أبيدوس الأثرية

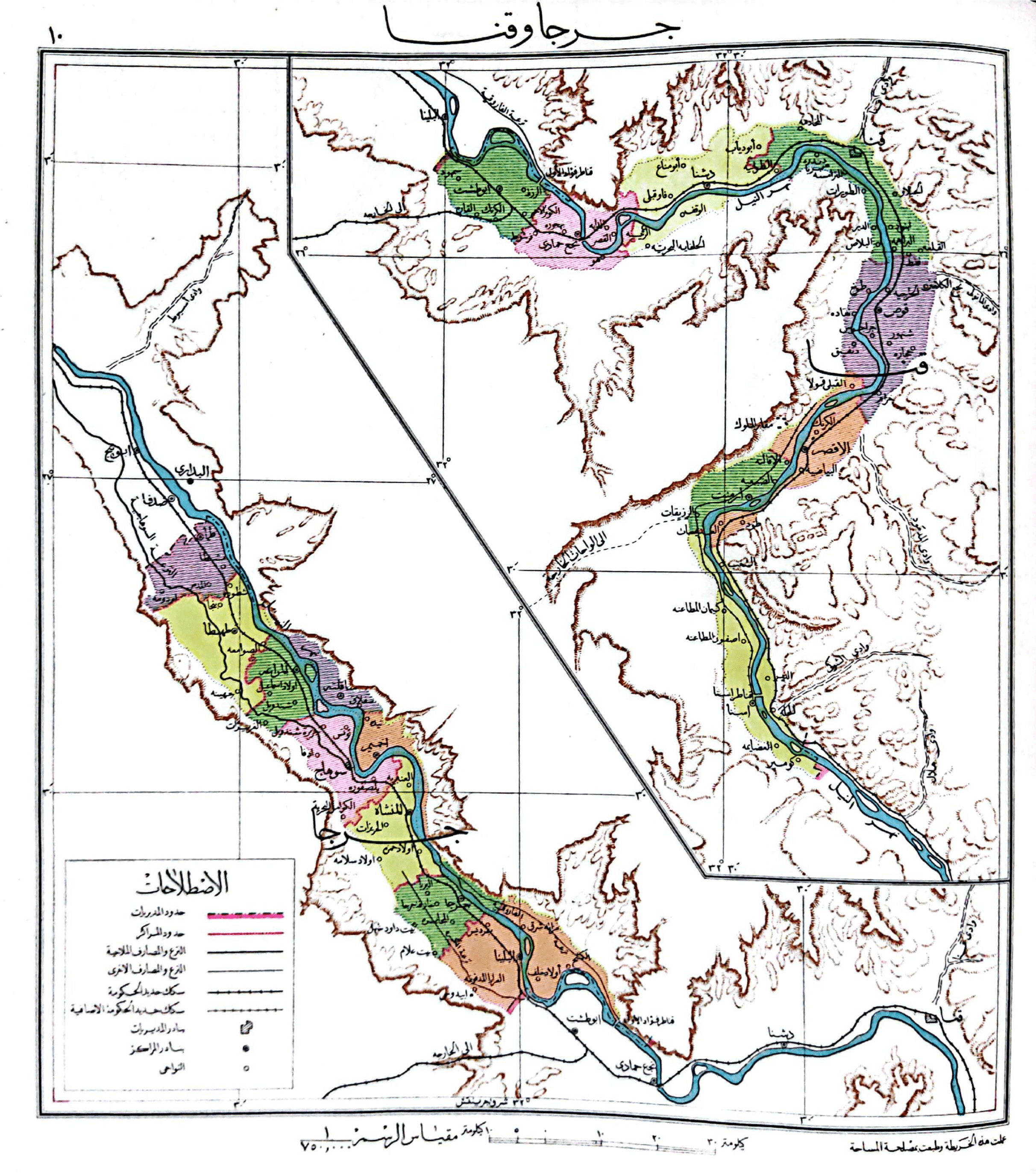
خريطة لمديريتي جرجا (سوهاج اليوم) وقنا سنة 1951

يمتد تاريخ المحافظة إلى العصور القديمة حيث كانت أبيدوس والواقعة الآن في مركز البلينا عاصمة لمصر في عصور الأسر الأربعة الأولى الملك مينا أو نارمر والذي يجمع معظم المؤرخين على أنه أول موحد لمصر خلال العصور القديمة
أثناء حكم العثمانيين لمصر تحولت المنطقة التي تقع عليها المحافظة الآن إلى ولاية خاصة كانت تسمى ولاية الصعيد أو ولاية جرجا وكانت عاصمتها مدينة جرجا حاضرة المحافظة في العصور الوسطى مع حكم محمد علي وعند تقسيم مصر إلى مديريات تسمّت بمديرية جرجا وظلت على ذلك الاسم رغم نقل مقر المديرية إلى سوهاج والتي تحولت إلى مدينة سوهاج بعد نقل مقر المديرية إليها وفي قانون الإدارة المحلية الصادر عام 1960 تحولت المديرية إلى محافظة وسمّيت باسمها الحالي.
نزلت جهينة مصر أيام الفتوحات الإسلامية مع جيش الراية بقيادة عمرو بن العاص سنة 43 هـ وانتشرا بعدها في منطقة الأشمونين جنوب المنيا ثم اتجهوا جنوبا نحو سوهاج والنوبة. حاليا تنتشر جهينة بمصر في سوهاج وهناك عائلات من جهينة في محافظة الشرقية وقنا والقليوبية. ما زال قسم كبير يحتفظ باسم قبيلة جهينة. في زمن خلافة معاوية بن أبي سفيان سنة 44 هـ تولّى الصحابي عقبة بن عامر الجهني رضى الله عنه على مصر.

### احتفالية الانتصار على الحملة الفرنسية
وتحتفل سوهاج بعيدها القومي والذي يوافق العاشر من أبريل  تخليداً لذكرى تصدى أبناء سوهاج لقوات الغزو الفرنسي حينما جاءت فرنسا بحملتها الشهيرة علي مصر وزحفت بجيوشها إلى الجنوب ولاقت الحملة مقاومة شديدة بمدن وقرى المحافظة وحدثت معارك عديدة أظهرت كفاح ومعدن الشعب المصري عامة وعدم رضوخهم للذل والاستعباد والهوان ومن أهم تلك المعارك التي خاضها أبناء سوهاج هي معركة سوهاج 3 يناير 1799 م ومعركة طهطا 8 يناير 1799 م ومعركة الصوامعة مارس 1799 م ومعركة برديس 6 أبريل 1799 ومعركة جرجا 7 أبريل 1799 م.

## التقسيمات الادارية
تتكون سوهاج من 12 مركزاً ومدينة وثلاثة أحياء و 51 قرية رئيسية، 270 قرية تابعة، بالإضافة إلى 1574 نجع. مراكز محافظة سوهاج هي:
- مركز سوهاج
- أخميم
- دار السلام
- ساقلتة
- المراغة
- طهطا
- طما
- جهينة
- المنشاة
- جرجا
- البلينا
- العسيرات

## السياحة بالمحافظة
تتمتع محافظة سوهاج بسياحة الآثار بمدينة أخميم وقرية عرابة أبيدوس والسياحة النيلية بجزيرة الزهور

### معالم أثرية
- متحف سوهاج القومي
- معبد رمسيس الثاني بالبلينا
- معبد أبيدوس بالبلينا
- ميريت آمون - أخميم
- جبل الهريدي

### معالم اسلامية
- مسجد العارف بالله
- المسجد الصيني بجرجا
- مسجد الفرشوطي
- الجبل الغربي بجهينة
- مسجد القطب
- مقام الشيخ شيكوي في بناويط

### معالم مسيحية
- دير الأنبا شنودة رئيس المتوحدين بالجبل الغربي بقرية أولاد عزاز الشهير بالدير الأبيض نسبه لبنائه بالطوب الأبيض وهو الذي بناه الأنبا شنودة ومن معه من رهبان، ويقع بعده بمسافة ثلاثة كيلومترات.
- دير الأنبا بيشاي والأنبا بيجول الشهير بالدير الأحمر نسبة لبنائه بالطوب الأحمر وهو التي بنته الملكة هيلانة والدة الملك قسطنطين.
- دير القديسة العذراء مريم بجبل أخميم الشرقي
- دير الملاك ميخائيل بجبل أخميم الشرقي
- دير الشهداء بجبل أخميم الشرقي
- دير مارجرجس الحديدي
- دير الأنبا بسادة
- دير الأنبا توماس السائح
- دير الأنبا شنودة الشرقي
- دير الأمير تواضرس
- دير القديس باخوم واخته ضالوشام
- دير رئيس الملائكة الجليل ميخائيل للرهبان إيبارشيه جرجا
- دير القديس دميانة

## الصناعة
عتبر التنمية الصناعية هي المحرك الرئيسي للنمو وجوهر التنمية الاقتصادية ومقياس التقدم الاقتصادي في العصر الحديث، وتتوفر بمحافظة سوهاج العديد من الخامات الاقتصادية  والثروات المعدنية ومواد البناء والمواد المحجرية في المناطق الجبلية المحيطة بها وبكميات كبيرة جدا، ويمكن استغلالها واستثمارها لزيادة التنمية بالمحافظة.
وتعد المناطق الصناعية أحد السبل الرئيسية للتنمية وخلق فرص عمالة، ولذلك قامت المحافظة بإنشاء المناطق الصناعية بالكوثر- والأحايوة شرق - وغرب طهطا - وغرب جرجا - مجمع الصناعات الصغيرة) تمشيا مع طبيعة المشروعات والتوزيع الجغرافي للسكان، وتم تقسيمها إلى مراحل حسب الاحتياج ونوعيا إلى قطاعات (كيماوية - هندسية - غذائية - خشبية ومواد بناء - أعلاف - نسيج وملابس جاهزة) مع تخصيص نسبة 10% للصناعات الصغيرة.

## الزراعة
تعتبر محافظة سوهاج من إحدى المحافظات الزراعية في مصر حيث تغطي الأراضي الخضراء أغلب المحافظة والحواويش.

## النقل

### مطار سوهاج الدولي
تمتلك المحافظة مطار سوهاج وهو ثاني أكبر المطارات على مستوى مصر حيث أُنشئ المطار في عهد الرئيس السابق حسني مبارك وكان يحمل اسمه ولكن بعد ثورة 25 يناير إصدر قرار قضائي بتغير أسماء المنشآت العامة والحكومية التي تحمل اسم عائلة مبارك وافتتح المطار في 25 مايو 2010.

## أعلام المحافظة
- نجيب ساويرس

د رفيق ظاهر ناشد 

### شيوخ
- الشيخ محمود عبد الرحيم عبد الله أبو زيد عضو هيئة كبار علماء الأزهر الشريف، أخميم.
- المفكر رفاعة الطهطاوي، طهطا.
- الشيخ محمد سيد طنطاوي، شيخ الأزهر، طما.
- الشيخ مصطفى المراغي، شيخ الأزهر، المراغة.
- الشيخ محمد صديق المنشاوي، قارئ القرآن.المنشاه
- الشيخ علي يوسف، بلصفورة.
- الشيخ إبراهيم حسن النجاري، نجع النجار.
- الشيخ علي الجرجاوي، داعية، جرجا.
- الشيخ محمد خليل الخطيب النيدي من علماء الأزهر الشريف - نيدة - أخميم
- عادل الشريف العسيرات
- الشيخ علي محمود فراج السلاموني من علماء الأزهر الشريف (معلم ومربي) السلاموني - أخميم
- العالم أ.د. مصطفى محمود سليمان ،العالم الجيولوجي ، مركز طما

### فنانون
- الفنان بليغ حمدي.
- الفنان جورج سيدهم، جرجا.
- الفنان عماد حمدي، سوهاج.
- الفنان حمدي أحمد، المنشأة.
- الشاعر الدكتور عصمت رضوان، العسيرات.
- المخرج عاطف الطيب، سوهاج.
- الكاتب مصطفى نور الدين، سوهاج.
- الأديب جمال الغيطاني، جهينة.
- الأديب عبد العال الحمامصي، أخميم.
- الشاعر محمد عبد المطلب واصل، البلينا.
- الكاتب عبد الرحيم كمال
- الكاتب عمر طاهر

### وزراء
- محمد النبوي المهندس، وزير الصحة الأسبق، جرجا.[7]
- السياسي إسماعيل كوكب، أحد مؤسسي حزب الوفد.[1 1]
- الوزير محمد عبد الحميد رضوان وزير الثقافة الأسبق.
- الوزير عز الدين أبو ستيت، وزير الزراعة، البلينا.
- الوزير يونس المصري، وزير الطيران المدني، جرجا..
- رئيس الوزراء المصري مصطفى مدبولي.